# Rio Pântano
Rio Pântano är ett vattendrag i Brasilien.   Det ligger i delstaten Mato Grosso do Sul, i den södra delen av landet, 600 km sydväst om huvudstaden Brasília.
Trakten runt Rio Pântano består huvudsakligen av våtmarker. Runt Rio Pântano är det ganska glesbefolkat, med 50 invånare per kvadratkilometer.